# Lista över länsvägar i Jämtlands län
Detta är en lista över länsvägar i Jämtlands län. 
Numren på de övriga länsvägarna (500 och uppåt) är unika per län, vilket innebär att vägar i olika län kan ha samma nummer. För att hålla isär dem sätts länsbokstaven framför numret.
Rv är för riksvägar. Länsvägar inom länet, även primära, redovisas här utan Z.

## Primära länsvägar 100–499
| Väg | Sträckning |
| --- | --- |
| 296 | (Kårböle–) Gävleborgs läns gräns vid Huskölen–Sänna (E45)                                                                  |
| 311 | (Särna-) Dalarnas läns gränd vid Kölosen – Sörvattnet – Tännäs - Tjärnbräcka (84)                                          |
| 314 | Ytterhogdal (E45)-Minne-Västernorrlands läns gräns vid Stensån (-Kölsillre)                                                |
| 315 | Hedeviken (84)–Vemdalen–Utanbergsvallarna (316)–Rätansbyn (E45)–Västernorrlands läns gräns vid Galån (Östavall)            |
| 316 | Utanbergsvallarna (315)–Klövsjö–Åsarna (E45)                                                                               |
| 320 | (Sundsvall)–Västernorrlands läns gräns vid Sandnäset–Ljungå–Sör- bygden–Kälarne (323)                                      |
| 321 | Svenstavik (E45)–Vigge–Myrviken–Marby–Hallen–Mattmar (E14).                                                                |
| 322 | Staa (E 14)–Bodsjöedet–Skalstugan–riksgränsen vid Sandvika.                                                                |
| 323 | Bräcke (E14)–Nyhem–Dockmyr–Kälarne (320)–Ragunda–Hammar- strand (87)                                                       |
| 331 | (Ramsele–) Västernorrlands läns gräns vid Norrånäs–Backe (Groningsbäck 346).                                               |
| 336 | Järpen (E14)–Bonäshamn–Kall–Kallsedet–Anjan–Melen–riksgränsen vid Finnsjön.                                                |
| 339 | Krokom (Hanaberget, E 14)–(Hissmoböle 340)–Aspås–Föllinge (344)–Lövsjön–Laxsjö–Harbäcken (E45).                            |
| 340 | Krokom (Hissmoböle 339)–Tulleråsen–Landön–Lillholmsjö (344)–Skärvången–Häggsjövik–Hotagen–Valsjöbyn–riksgränsen vid Rengen |
| 342 | Strömsund (E45)–Alanäs–Torsfjärden–Fågelberget–Gäddede–riksgränsen vid Framnäs                                             |
| 344 | Lillholmsjö (340)–Föllinge (339)–Lövsjön (339)–Gåxsjö (753, 788)– Hammerdal (E45)–Skyttmon–Överammer–Selsviken (87).       |
| 345 | Strömsund (E45)–Ulriksfors–Täxan–Västernorrlands läns gräns vid Krokfors (–Ramsele)                                        |
| 346 | (Junsele–) Västernorrlands läns gräns vid Långvattnet–Backe (Groningsbäck 331)–Rossön–Hoting (E45).                        |

## 500–599
- Länsväg Z 500: Glissjöberg (Rv84) – Mosätt
- Länsväg Z 501: (Idre –) Dalarnas läns gräns vid Näskilsvålen (W 1057) – Sörvattnet (311)
- Länsväg Z 502: Sörvattnet (311) – Glöte – Linsell (Rv84). Går i Lofsdalen.
- Länsväg Z 503: väg i Glissjöberg (Rv84)
- Länsväg Z 504: (Älvdalen –) Dalarnas läns gräns vid Olinskog (W 1029) – Sexan (523) – Sunnanå (523) – Lillhärdal (573) – Gåsnäs (505) – Ulvkälla (E45), nära Ulvsjön
  - Länsväg Z 504.01: till och förbi Lillhärdals kyrka (504)
  - Länsväg Z 504.02: mot Sveg (513)
- Länsväg Z 505: Gåsnäs (504) – Herrö
- Länsväg Z 506: Överberg (Rv84) – Duvberg
  - Länsväg Z 506.01: i Överberg (Rv84)
- Länsväg Z 507: Solnan (E45) – Ytterberg
- Länsväg Z 508: Ljuskrogen (Rv84) – Ängersjö
- Länsväg Z 510: väg till Fåssjödal (314)
- Länsväg Z 511: väg i Tännäs kyrkby (311)
- Länsväg Z 512: Långå (Rv84) – Rannsundet
- Länsväg Z 513: Sveg (504.02) – Fjällvägen – Korskällgatan – Övermon (Rv84)
- Länsväg Z 514: Remmet (Rv84) – Vemhån – Vemdalen (315). Det finns vägvisning med 514, lite ovanligt för övriga länsvägar.
  - Länsväg Z 514.01: till Vemhåns skola
- Länsväg Z 515: Böle (315) – Nederhögen – Bryngelhögen
  - Länsväg Z 515.01: till Söderhögen
  - Länsväg Z 515.02: till Klaxåsbyn
- Länsväg Z 517: Vitvattskrogen (E45) – Sörtjärn
- Länsväg Z 519: Lillsved (E45) – Nästeln
- Länsväg Z 520: väg genom Rätansbyn (315 – E45)
- Länsväg Z 521: Sänna (296) – Floren – Storån – Gävleborgs läns gräns vid Huskölen (X 724) (– Kårböle) (Rv84)
- Länsväg Z 522: väg till Storsjö begravningsplats (535)
- Länsväg Z 523: Sunnanå (504) – Orrmo – Högen – Sexan (504)
- Länsväg Z 524: väg till Ytterhogdals kyrka (E45)
- Länsväg Z 525: förbindelseväg i Ytterhogdal (E45 – 314)
- Länsväg Z 526: Hedeviken (Rv84, 527) – Sörviken
- Länsväg Z 527: väg genom Hedeviken (Rv84 – 526 – Rv84)
- Länsväg Z 528: Hede (Rv84) – Rånddalen
  - Länsväg Z 528.01: mot Norrhede (Rv84)
- Länsväg Z 529: Handsjön (315) – Digerberget
- Länsväg Z 530: Medskogsbygget (Rv84) – Medskogen
- Länsväg Z 531: Funäsdalen (Rv84) – Kvarnströmmen (532) – Stranden (533) – Mittådalen (534) – 700 m söder om väg 535 (enskild väg till Hulten) – Ljungdalen (535). Mittådalen – Skärkdalen stängd nattetid under tiden 1 december–15 april. Högst av alla allmänna vägar (975 m ö.h.).
- Länsväg Z 532: Funån (Rv84) – Ljusnedal – Kvarnströmmen (531). Går i Funäsdalen.
- Länsväg Z 533: Stranden (531) – Bruksvallarna – Ramundberget
- Länsväg Z 535: Kläppen – Ljungdalen (531) – Storsjö (522) – Börtnan (834) – Skålan – Åsarna (E45)
  - Länsväg Z 535.01: till Åsanforsen
- Länsväg Z 536: Långå (Rv84) – Skansen
- Länsväg Z 537: Hede (Rv84) – Lunnäset – Särvsjö – Messlingen – Mittådalen
  - Länsväg Z 537.01: i Särvsjö
- Länsväg Z 538: väg genom Klövsjö by (316)
- Länsväg Z 538.01: förbi Klövsjö kyrka (316)
- Länsväg Z 539: väg till Röjans järnvägsstation (315)
- Länsväg Z 540: Oppbodarna (316) – Kvarnsjö
- Länsväg Z 541: Åsarna (E45) – Österåsen (541) – Västeråsen – Österåsen (541)
  - Länsväg Z 541.01: till Åsarna gamla kyrka
- Länsväg Z 542: förbindelseväg i Svenstavik (321 – 544 – E45)
- Länsväg Z 543: Säter (E45) – Rörön – Svenstavik (E45)
- Länsväg Z 544: Svenstavik (542) – Skanderåsen (545) – Skucku (E45)
  - Länsväg Z 544.01: till och förbi Svenstaviks järnvägsstation (544)
  - Länsväg Z 544.02: till E45
- Länsväg Z 546: Skucku (E45) – Bingsta – Gillhov (547) – Fästebovallen (572) – Hällskallberg (548) – Våle (549, 550) – Grönviken – Sjöändan – Bräcke (E14)
  - Länsväg Z 546.01: mot Ånge (E14)
- Länsväg Z 547: Gillhov (546) – Tången (572) – Sandnäset – Dödre – Viken (556)
- Länsväg Z 548: (Överturingen –) Västernorrlands läns gräns vid Kroknäs (Y 501) – Hällskallberg (546)
- Länsväg Z 549: Våle (546) – Finnäs – Bodsjöbyn – Bodsjö (559)
- Länsväg Z 550: Våle (546) – Herrevadsströmmen (559, 563) – Revsund (568)
- Länsväg Z 551: Vikbäcken (E45) – Salsån
- Länsväg Z 552: Brännan (E45) – Rogsta
- Länsväg Z 553: Billsta (E45) – Lillå
- Länsväg Z 554: Hackås (593) – Näcksta (E45)
  - Länsväg Z 554.01: till och förbi Hackås järnvägsstation (593)
- Länsväg Z 555: Näkten (E45) – Näs kyrka – Ålsta (E45)
- Länsväg Z 556: Grönviken (E45) – Viken (547) – Åsen (558) – Tandsbyn (559)
- Länsväg Z 557: väg i Älvros (E45 – E45)
- Länsväg Z 558: Åsan (556) – Klocksåsen
- Länsväg Z 559: Herrevadsströmmen (550) – Bodsjö (549) – Loke (560) – Tandsbyn (556) – Gottand (E45)
- Länsväg Z 560: Loke (559) – Musviken – Ångsta (612, 571) – Lockne kyrka (571, E45)
- Länsväg Z 561: Funäsdalen (Rv84) – S Funäsdalen – Funån (Rv84)
- Länsväg Z 563: Herrevadsströmmen (550) – Döviken – Fjäl
- Länsväg Z 564: Stavre (565) – färjeled över Ammersundet – Ammer – Rind (566) – Skåknoret – Karltjärn (568)
- Länsväg Z 565: Stavre (E14, 564) – Grimnäs (E14)
- Länsväg Z 566: Rind (564) – Nor
- Länsväg Z 567: väg till Gällö järnvägsstation (568)
- Länsväg Z 568: Gällö (E14, 567) – Karlstjärn (564) – Revsund (707, 706, 550) – Rensved (570) – Haga – Lockne – Brunflo (E45)
  - Länsväg Z 568.01: vid Haxäng (E14)
- Länsväg Z 569: väg till Åsarna kyrka (E45)
- Länsväg Z 570: Rensved (568) – Pilgrimstad (E14)
- Länsväg Z 571: väg till och förbi Ångsta kvarn (560 – 560)
- Länsväg Z 572: Tången (547) – Fästebovallen (546)
- Länsväg Z 573: (Särna–) Dalarnas läns gräns vid Haftorsbyggen (W 1061) – Lövnäsvallen – Lillhärdal (504)
- Länsväg Z 574: Berg (321) – Bergsbyn (574) – runt Hoverberget – Eltnäset och Vattviken – Bergsbyn (574) 
  - Länsväg Z 574.01: till Bergs kyrka
- Länsväg Z 575: Vigge (321) – Kvissle (576, 576) – Dalåsen – Persåsen (834, 577) – Kinderåsen (578) – Namn (579) – Myrviken (321)
- Länsväg Z 576: Kvissle (575) – Mo – Kvissle (575)
- Länsväg Z 577: Persåsen (575) – Kövra (321)
- Länsväg Z 578: Kinderåsen (575) – Kusböle – Bydals vägskäl (628) – Gräftåvallen – Storgräftån
  - Länsväg Z 578.01: till Häggsåsen
- Länsväg Z 579: Namn (575) – Österåsen
- Länsväg Z 580: Myrviken (321, 590) – Oviken (584, 582) – Side (581) – Kårgärde (592) – Sanne (593) – Näkten (E45). Går över Sannsundsbron.
- Länsväg Z 581: Side (580) – Dillne brygga
- Länsväg Z 582: Oviken (580) – Sölvbacken (590) – Landsom (583) – Matnäsets by
- Länsväg Z 583: Landsom (582) – Funäs brygga
- Länsväg Z 584: Oviken (580) – Åbbåsen (585) – Bölåsen (321)
- Länsväg Z 585: Åbbåsen (584) – Vattjom
- Länsväg Z 586: Månsåsen (321) – Sveden (587) – Vällviken
- Länsväg Z 587: Månsåsen (321) – Sveden (586) (norra vägen)
- Länsväg Z 588: Böle (321) – Myckelåsen (589) – Kläppe
- Länsväg Z 589: Myckelåsen (588) – Storåsen
- Länsväg Z 590: Sölvbacken (582) – Myrviken (580)
- Länsväg Z 591: väg till Hackås kyrka (593)
- Länsväg Z 592: Kårgärde (580) – Hara – Orrviken (594) – Sunne (599, 600, 623) – Fannbyn (601) – Digernäs (602) – Målsta (622) – Fillsta (603) – Knytta (604) – ”Vallsundsbron”– Önet, Frösön (609) – trafikplats Frösöbron västra (606)
- Länsväg Z 593: Billsta (E45) – Hackås (591, 554.01, 554) – Sanne (580)
- Länsväg Z 594: Ålsta (E45) – Fåkers järnvägsstation (596) – Fåker (597) – Kläppgärde (598) – Måläng (622) – Orrviken (592)
- Länsväg Z 596: Fåkers järnvägsstation (594) – Grönviken (E45)
- Länsväg Z 597: Fåker (594) – Bjärme (598)
- Länsväg Z 598: Stengärde (E45) – Bjärme (597) – Kläppgärde (594)
- Länsväg Z 599: väg till Sunne kyrka (592)

## 600–699
- Länsväg Z 600: Sunne (592) – Backen
- Länsväg Z 601: Fannbyn (592) – Svedje
- Länsväg Z 602: Digernäs (592) – Åkeräng
- Länsväg Z 603: Fillsta (592) – Rasten – Brattåsen – Slandrom (604)
  - Länsväg Z 603.01: till S Rasten
- Länsväg Z 604: Knytta (592) – Slandrom (603) – Marieby kyrka – Sörviken (658) – Brunflo (E45)
- Länsväg Z 605: Grytan (E14, E45) – Östersund – Lugnvik (E14 trafikplats Lugnvik N), genom Östersund Rådhusgatan – Trondheimsvägen
  - Länsväg Z 605.01: Stuguvägen: Rådhusgatan – Odenskog (E14, E45, Rv87 trafikplats Odenskog)
  - Länsväg Z 605.02: Fältjägargränd/Litsvägen: Rådhusgatan – Rannåsen (E14, E45 trafikplats Rannåsen)
- Länsväg Z 606: Östersund, Rådhusgatan – trafikplats Frösöbron västra (592) – Hornsberg (606) – Långåker – Tanne Hornsberg (606). Genomfart Östersund: Färjemansgatan – Frösöbron
- Länsväg Z 607: väg till Valla brygga (608)
- Länsväg Z 608: Mjälle (609) – Valla (607) – Frösö kyrka (609.01)
- Länsväg Z 609: Önet, Frösön (592) – Mjälle (608) – Rödösundsbron – Rödön (615, 1021, 614) – Fålatjärn (617) – Kingsta (E14)
  - Länsväg Z 609.01: till Frösö kyrka (608) och F.d. Frösö flygflottilj
- Länsväg Z 610: Lugnvik Storlienvägen – Rösta (613, 744) – Ås (744.01) – Täng – Tängtorpet (E14)
  - Länsväg Z 610.01: mot Tängs hållplats (613)
- Länsväg Z 611: Sandnäset (E14) – Dvärsätt (615) – trafikplats Hägra (E14) – Nyheden (694) – Krokom – Hissmoböle (339, 340)
- Länsväg Z 612: Ångsta (560, E45) – Löfsåsen
- Länsväg Z 613: Rösta (610) – Täng hållplats
- Länsväg Z 614: Ytterån (E14) – Vejmon – Rödön (609)
- Länsväg Z 615: Rödön (609) – Kroksgård 1024 – Krokomsviken (E14)
- Länsväg Z 617: Fålatjärn (609) – Kälabacken – Hanaberget (E14)
- Länsväg Z 618: väg till Näskotts kyrka (E14)
- Länsväg Z 619: Ytterån (E14) – Vaplan – Nälden (666)
- Länsväg Z 621: Norderö kyrka (623) – Trusta
  - Länsväg Z 621.01: till Önsta – Böle
- Länsväg Z 622: Måläng (594) – Målsta (592)
- Länsväg Z 623: Marby (321) – Håkansta – färjeled till Norderön – Norderö kyrka (621) – Jälsta färjeled till Isön – Sunne (592)
- Länsväg Z 624: väg till Marby kyrka (321)
- Länsväg Z 627: Gärdsta (321) – Gärdsta brygga – Trappnäs – Hölåsen (321)
- Länsväg Z 628: Bydals vägskäl (578) – Dammån (630)
- Länsväg Z 629: Hallen (321) – Överhallen (630) – Böle (631) – Våge (321)
- Länsväg Z 630: Överhallen (629) – Mårdsbodarna – Bydalen – Höglekardalen
- Länsväg Z 631: Böle (629) – Ån
- Länsväg Z 632: Sundsbacken (321) – Arvesund (634) – Hammarnäset
- Länsväg Z 633: Mörsil (E14, 641, 666) – Ocke, Mattmar (635, E14)
- Länsväg Z 634: väg genom Arvesund (632)
- Länsväg Z 635: Mattmar (633, 655) – Kvissle (693) – Halabacken (321)
- Länsväg Z 636: Mattmar (321) – Hållbacken (637) – Offne
- Länsväg Z 637: Hållbacken (636) – Tossberg – Kluk (E14)
- Länsväg Z 638: Duveds by (E14) – Duved (650) – Åre – Vikböle (E14)
  - Länsväg Z 638.04: (638 – E14) vid Tegefjäll
- Länsväg Z 639: Trångsviken (E14, 1022, 670) – Finnsäter (E14)
- Länsväg Z 640: Mårdsund (321) – Kvisslebron (693) – Ytterocke
- Länsväg Z 641: Mörsil (633) – Sällsjö
- Länsväg Z 642: Tossön (E14) – Järpen (336)
- Länsväg Z 643: Melen (E14) – Undersåkers järnvägsstation (644) – Stamgärde (E14)
- Länsväg Z 644: Undersåkers järnvägsstation (643) – Undersåkersbron (645) – Säterån (646) – Vålån (647) – V Vålådalen
- Länsväg Z 645: Undersåkersbron (644) – Edsåsen – Dalen
- Länsväg Z 646: Säterån (644) – Ottsjö
- Länsväg Z 647: Vålån (644) – Vallbo kapell
- Länsväg Z 650: väg till Duveds järnvägsstation (E14), 638)
- Länsväg Z 651: väg till Storliens järnvägsstation (E14)
- Länsväg Z 653: Enafors järnvägsstation (E14) – Enafors (E14) – Handöl
- Länsväg Z 655: Mattmar (635) – Mattmars kyrka (E14)
- Länsväg Z 656: väg till Rundhögen (E14)
- Länsväg Z 658: Stensjö (E45) – Ede – Sörviken (604)
- Länsväg Z 659: Såå (E14) – Björnänge – Vik (E14)
- Länsväg Z 660: väg till Tännforsen (322)
- Länsväg Z 661: Staabron (E14) – Nordhallen – Häggsjön
- Länsväg Z 662: Bonäshamn (336) – Fäviken (663) – Huså
- Länsväg Z 664: Kallsedet (336) – Äcklingen (665) – Överäng
- Länsväg Z 665: Äcklingen (664) – Kolåsen
- Länsväg Z 666: Mörsil (633, E14) – Semlan (668) – Bleckåsen (671) – Slåtte (670, 672) – Alsen (673) – Glösa (674) – Valne (675) – Nälden (619, 667) – Kingsta (E14)
- Länsväg Z 667: väg till Näldens järnvägsstation (666)
- Länsväg Z 668: Semlan (666) – Mattmar (E14)
- Länsväg Z 669: Mattmar (E14) – Högåsen – Sjöböle (670)
- Länsväg Z 670: Trångsviken (639, E14) – Sjöböle (669) – Slåtte (666)
- Länsväg Z 671: Bleckåsen (666) – Östbacken (672) – Åflo (681) – Kaxås (675)
- Länsväg Z 672: Slåtte (666) – Östbacken (671)
- Länsväg Z 673: Alsen (666) – Tann
- Länsväg Z 674: Glösa (666) – Lungret (675)
- Länsväg Z 675: Valne (666) – Lungret (674) – Änge (677) – Ede (679) – Ede (680) – Kaxås (671) – S Önet (683) – Stocke (682) – Valla (684, 684) – Rönnöfors (686) – Björnnäset (688) – Frankrikegården
- Länsväg Z 676: Berge (677) – Stavre
- Länsväg Z 677: Änge (675, 678) – Berge (676) – Tulleråsen (340)
- Länsväg Z 678: Änge (677) – Ekeberg (680) – Hållan (683)
- Länsväg Z 679: väg till Offerdals kyrka (675)
- Länsväg Z 680: Ede (675) – Ekeberg (678)
- Länsväg Z 681: Åflo (671) – Holmsved (Vågen)
- Länsväg Z 682: N Önet (683) – Stocke (675)
- Länsväg Z 683: S Önet (675) – N Önet (682) – Hållan (678) – Oxböle (684) – Lien
- Länsväg Z 684: Oxböle (683) – Valla (675) samt Valla (675) – Gärde
- Länsväg Z 685: Bredbyn (340) – Västbyn
- Länsväg Z 686: Landön (340) – Enarsvedjan – Vejmon (687) – Rönnöfors (675)
  - Länsväg Z 686.01: till Rönnöfors kyrka
- Länsväg Z 687: Vejmon (686) – Finnsäter – Jänsmässholmen
- Länsväg Z 688: Björnnäset (675) – Västsjön
- Länsväg Z 689: Storholmsjö (340) – Åkersjön – Bakvattnet – Häggsjövik (340)
- Länsväg Z 690: väg till och förbi Skärvångens kapell (340 – 340)
- Länsväg Z 691: Rötviken (340) – Rörvattnet
- Länsväg Z 692: Valsjöbyn (340) – Gunnarvattnet – riksgränsen vid Eidet
- Länsväg Z 693: Kvisslebron (640) – Kvissle (635)
- Länsväg Z 694: Nyheden (611) – Hissmofors (Nobells väg)
- Länsväg Z 695: Hålland (E14) – Undersåkers kyrka – Hårsta (E14)
  - Länsväg Z 695.01: till väg 696
- Länsväg Z 696: Undersåkers kyrka (E14, 695.01) – Mobron – S Hålland
  - Länsväg Z 696.01: till Mo
- Länsväg Z 697: väg till Fångsjöbackens hållplats (Rv87)
- Länsväg Z 698: Albacken (711) – enskilda vägen Alavägen – Ö Strandåker (716)

## 700–799
- Länsväg Z 700: väg till Näsets by (701)
- Länsväg Z 701: Ragunda (323, 700) – Hannesforsen (722) – Bispgården (Rv87)
- Länsväg Z 702: Kånkback (323) – Kullsta – Hammarstrand (323)
- Länsväg Z 703: väg till och genom Remmens by (Rv84)
- Länsväg Z 704: väg genom Norderåsens by (753 – 753)
- Länsväg Z 705: Mordviken (E14) – Ån – Gimån (E14)
- Länsväg Z 706: Revsund (568) – Förberg
- Länsväg Z 707: väg till Revsunds kyrka (568)
- Länsväg Z 708: väg till Nyhems kyrka (323)
- Länsväg Z 709: Bensjö (E14) – Sved – V Stugusjö – Ö Stugusjö
  - Länsväg Z 709.01: till Löningsberg
- Länsväg Z 710: Håsjö (720) – Västanede skola – Hemsjön (729)
- Länsväg Z 711: Bräcke (E14) – Bygget (712) – Gråsjö – Albacken (698) – Dracksjön (716, 717) – Sörbygden (320). Genom Bräcke: Kyrkvägen
- Länsväg Z 712: Bygget (711) – Sösjö – Långnässved (323)
- Länsväg Z 713: Nyhem (323) – Gimdalen
- Länsväg Z 714: Dockmyr (323) – Rotsjö
- Länsväg Z 715: väg till Kälarne järnvägsstation (320)
  - Länsväg Z 715.01: genom norra delen av Kälarne samhälle (320)
- Länsväg Z 716: Dracksjön (711) – Ö Strandåker (698) – Sunnansjö – Lillströmmen (320). Alternativ beskrivning: Dracksjön (711) – Ö Strandåker (698) – enskilda vägen till Tivsjön, (V Lillströmmen) (320)
- Länsväg Z 717: Dracksjön (711) – Ösjön (718) – Ansjö (320). Alternativ beskrivning: Dracksjön (711 – 2,5 km norr om väg 711) – Måsjön – Ösjön (718) – 1,7 km norr om väg 718 (skogsbilväg till Täckelsjön) – Ansjö (320)
- Länsväg Z 718: Ösjön (717) – Storåsen – Hucksjöåsen
  - Länsväg Z 718.01: i Storåsen
- Länsväg Z 719: Mordviksbodarna (323) – Öratjärnsdalen
- Länsväg Z 720: Håsjö (729 – 710) – Edevägen (323)
  - Länsväg Z 720.01: till Håsjö kyrka
- Länsväg Z 721: väg genom Valla (323 – 724 – 323) 
  - Länsväg Z 721.01: till Håsjö gamla kyrka
- Länsväg Z 722: (Järkvissle –) Västernorrlands läns gräns vid Korsåmon (Y 641) – Österåsen (725) – Hannesforsen (701)
- Länsväg Z 724: Håsjö (721) – Östansjö
- Länsväg Z 725: Österåsen (722) – Hölleforsen – Stadsforsens kraftstation – Bispgården (86)
- Länsväg Z 726: Nyhem (323) – Östbyn – Rissna (734) – Sundsjöåsen – Singsjön (741) – Lunne – Brunflo (E14)
- Länsväg Z 727: Dockmyr (323) – Fugelsta (728) – Bomsund (731). Alternativ beskrivning: Dockmyr (323) – bro över Ö Sittsjön – Bomsund (731)
- Länsväg Z 728: Fugelsta (727) – Västerövsjö (729)
- Länsväg Z 729: Kälarne (323) – Håsjö (720) – Hemsjön (710) – Västerövsjö (728) – Höglunda (731)
- Länsväg Z 730: Brunflo (739) – Västeråkre (740)
- Länsväg Z 731: Stugun (Rv87) – Bomsund (727) – Höglunda (729) – Öratjärn (733) – Böle – Hammarstrand (323)
- Länsväg Z 732: Hammarstrand (Rv87, 323) – Pålgård – Halån (774)
  - Länsväg Z 732.01: till Ragunda kyrka
  - Länsväg Z 732.02: mot Pålgård
- Länsväg Z 733: Öratjärn (731) – Krångede kraftverk (Rv87)
- Länsväg Z 734: Dalhem (E14) – Torsäng (735) – Sundsjö (736) – Rissna (726) – Boggsjö – Eriksberg (Rv87)
- Länsväg Z 735: Sörviken (E14) – Torsäng (734)
- Länsväg Z 736: Sundsjö (734) – Lövsta
- Länsväg Z 737: Stortjärn (E14) – Fanbyn – Samsta
  - Länsväg Z 737.01: genom Fanbyn (E14)
- Länsväg Z 738: väg genom Strömsnäs (Rv87 – Rv87)
- Länsväg Z 739: Brunflo (E14, 730) – Brunflo kyrka (740) – Grytan (E14)
- Länsväg Z 740: Brunflo kyrka (739) – Västeråkre (730) – Lunne (726) – Slåtte
- Länsväg Z 741: Singsjön (726) – Storåsen – Brynje – Bringåsen (Rv87)
- Länsväg Z 742: Bringåsen (Rv87) – Kyrkås nya kyrka, Lungre (743) – Sjör – Nyvik (E45)
- Länsväg Z 743: Kläppe (E45) – Kyrkås nya kyrka, Lungre (742)
- Länsväg Z 744: Rösta (610) – Trättgärde (E14) – Dille (755) – Åskotts hållplats (745) – Öv Hökbäck (E45) – Ösjön (Rv87)
  - Länsväg Z 744.01: till Ås (610)
- Länsväg Z 745: Åskotts hållplats (744) – Aspåsnäset (749) – Aspås (339) – Aspås kyrka – Storgården (339)
- Länsväg Z 746: Långanbron (339) – Landvågen – Kallsta – Ringsta (751)
- Länsväg Z 748: Offerdalsberg (340) – Ö Ulvås – Rödnäset – Näversjöberg (339)
- Länsväg Z 749: Norrgård (E45, 796) – Klockartorpet (750) – Storsved (1023) – Litsnäset – Aspåsnäset (745)
- Länsväg Z 750: Klockartorpet (749) – Boda – Bodabäcken (E45, 751)
- Länsväg Z 751: Bodabäcken (E45, 750) – Ringsta (746) – Husås – Andviken (339)
- Länsväg Z 752: Häggenås järnvägsstation (E45) – Kougsta (759)
- Länsväg Z 753: Häggenås (E45, 759) – Norderåsen (704, 754, 704) – Munkflohögen (756) – Raftsjöhöjden (757) – Gåxsjö (344)
- Länsväg Z 755: Tängtorpet (E14) – Dille (744)
- Länsväg Z 756: Munkflohögen (753) – Raftälven – Ockeråbron (757)
- Länsväg Z 757: Sikås (344) – Sikåskälen (758) – Raftsjöhöjden (753) – Klumpen – Störåsen – Forsåsen – Ockeråbron (756, 339)
  - Länsväg Z 757.01: mot Gåxsjö (344)
- Länsväg Z 758: Sikåskälen (757) – Ollebacken
- Länsväg Z 759: Österåsen (E45, 760) – Häggenås (753) – Kougsta (752) – Huse
- Länsväg Z 760: Österåsen (759) – Granbo
- Länsväg Z 761: Lorås (E45) – 3 km väster om väg E45 – Trekilen
- Länsväg Z 762: S Söre (796) – Hökbäck (E45) – Fjäl
- Länsväg Z 763: Söre (796) – Nyby (768) – Greningsvallen (770) – Storhögen (767) – Korsmyrbränna (766) – Kilen – Fyrås (765) – Böle (E45)
- Länsväg Z 764: Storåbron (E45) – Ede (344)
- Länsväg Z 765: Fyrås (763) – Solberg
- Länsväg Z 766: Ollsta (E45) – Korsmyrbränna (763)
- Länsväg Z 767: Gremmelgård (E45) – Storhögen (763)
- Länsväg Z 768: Nyby (763) – Källåsen (769) – Brynjegård – Lappviken (771) – Kompaniet (772)
- Länsväg Z 769: Källåsen (768) – Fjällandet
- Länsväg Z 770: Gränningsvallen (763) – Greningen – Mårdsjön (772)
- Länsväg Z 771: Lillsjöhögen (Rv87) – Midskog – Näverede kraftstation – Åbacken (Rv87)
  - Länsväg Z 771.01: till Midskogs kraftstation
  - Länsväg Z 771.02: mot Brynjegård (768)
- Länsväg Z 772: Stugun (Rv87) – Kompaniet (768) – Mårdsjön (770) – Skyttmon (344)
  - Länsväg Z 772.01: mot Östersund (Rv87)
- Länsväg Z 773: Överammer (344) – grustag Johannestorp – enskild väg mot Mellanmon – Ammer (Rv87)
- Länsväg Z 774: Halån (Rv87) – Halänges fäbod
- Länsväg Z 775: Drugberget (344) – Udden (775) – Köttsjön – Svedjan – Udden (775)
- Länsväg Z 776: Ammerån (344) – Borgvattnet (779) – Västernorrlands läns gräns vid Fullsjön (Y 969) samt Västernorrlands läns gräns vid Abborrtjärn (Y 969) – Västernorrlands läns gräns vid Bitarberget (Y 969) (– Ramsele)
- Länsväg Z 777: Dammtjärn (837) – Tannsjön
- Länsväg Z 779: Borgvattnet (776) – Borgänge
- Länsväg Z 781: Föllinge (344) – Mörtsjön
- Länsväg Z 783: Laxsjö (339) – Tuvattnet – Ålåsen
  - Länsväg Z 783.01: Tuvattnet – Hökvattnet
- Länsväg Z 784: Laxviken (339) – V Laxviken
- Länsväg Z 785: väg till Laxsjö kyrka (339)
- Länsväg Z 786: Sjötjärn (339) – Storåbränna
- Länsväg Z 787: Gåxsjö (788) – Lomåsen
- Länsväg Z 788: Gåxsjö (344, 787) – 100 m sydväst om bro över Storån – Öjbäcksbodarna (791)
- Länsväg Z 789: väg till Hammerdals kyrka (E45)
- Länsväg Z 790: Bye (E45) – Grenås
- Länsväg Z 791: Gisselås (E45) – Öjbäcksbodarna (788) – Yxskaftkälen (794) – Bredkälen (339)
- Länsväg Z 792: Gisselås (E45) – Grenåskilen
- Länsväg Z 793: väg till Hallvikens hållplats (E45)
- Länsväg Z 794: Yxskaftkälen (791) – Håxåsen – Hallviken (E45)
- Länsväg Z 795: Hallviken (E45) – Tännviken – Ulriksfors (345)
- Länsväg Z 796: Bye (E45) – S Söre (762) – Söre (763, 1023) – Norrgård (749). Alternativ beskrivning: Bye (E45) – bro över Indalsälven – Norrgård (749)
- Länsväg Z 797: Strömsund (798) – Risselås – Ulriksfors (345). Genom Strömsund: Risselåsvägen
- Länsväg Z 798: Strömsund (805, 797) – Grelsgård. Genom Strömsund: Storgatan

## 800–899
- Länsväg Z 800: Ulriksfors (345) – Gamla Strömbron
- Länsväg Z 801: Bredkälsflon (339) – Tällån (802) – Renålandet (803) – Vedjeön – Draganäset – Svaningen – Bågede (342)
- Länsväg Z 802: Tällån (801) – Öjarn
- Länsväg Z 803: Renålandet (801) – Bonäset
- Länsväg Z 804: Näsviken (E45) – Ön
- Länsväg Z 805: Strömsvägen i Strömsund (798 – 342, E45)
- Länsväg Z 806: Allviken (342) – Äspnäs – Vedjeösundet
- Länsväg Z 807: väg genom Fagerdal (E45, E45)
- Länsväg Z 808: väg till Föllinge kyrka (344)
- Länsväg Z 809: Flåsjön (E45) – Ö Havsnäs – Stornäsudden – Hoverudden – Lövviken (1002)
- Länsväg Z 810: väg genom Alanäs (342 – 342)
  - Länsväg Z 810.01: till Alanäs kyrka
- Länsväg Z 811: Högbynäs (342) – Ringvattnet – Västberget
  - Länsväg Z 811.01: till Östnäs
- Länsväg Z 812: Gissmanån (342) – Siljeåsen
- Länsväg Z 813: Lidsjöberg (342) – Gärdnäsbyn
- Länsväg Z 814: Öv Gissmansvattnet (342) – Harrsjön – Granön (1002)
  - Länsväg Z 814.01: till Harrsjöns by
- Länsväg Z 815: Storån (342) – Risede – Svansele – Sjoutnäset – Trångmon
  - Länsväg Z 815.01: genom Risede by
- Länsväg Z 816: Gussvattnet (342) – N Storvattnet – Fågelberget (342)
- Länsväg Z 817: Lagmansgatan i Strömsund (E45)
- Länsväg Z 818: Gäddede (342, 822) – Kvarnbergsvattnets brygga
  - Länsväg Z 818.01: till Frostviken kyrka
- Länsväg Z 819: Gäddede (342) – Junsternäs (820) – Jorm (823) – St Blåsjön (828, 824) – Ankarede
- Länsväg Z 820: Junsternäs (819) – Kyrkbolandet – riksgränsen vid Östnes
- Länsväg Z 821: Riksgränsen norr Kveli – Björkvattnet (822) – riksgränsen vid Skogen
- Länsväg Z 822: Gäddede (818) – Björkvattnet (821)
- Länsväg Z 823: Jorm (819) – Jormlien
- Länsväg Z 824: Stora Blåsjön (819) – Mesvattnet – Leipikån – Leipikvattnet – Västerbottens läns gräns vid Stekenjokk (AC 1067) (– Klimpfjäll). Vildmarksvägen, en av Sveriges högst belägna vägar. Leipikvattnet – Stekenjokk stängd 15 oktober–6 juni.
  - Länsväg Z 824.01: till Ankarvattnet
- Länsväg Z 825: (Borga) – Västerbottens läns gräns vid Subbme (AC 1052) – Storjola – Sannaren
- Länsväg Z 826: väg genom Strand (342 – 342)
- Länsväg Z 827: Täxan (345) – Sporrsjönäs – Kalvhögen
- Länsväg Z 828: St Blåsjön (819) – riksgränsen vid Vallarvattnet
- Länsväg Z 829: Lövberga (E45) – Alanäs (342)
- Länsväg Z 830: väg genom Utanede (Rv86 – Rv86)
- Länsväg Z 831: Framnäs (342) – Häggnäset
- Länsväg Z 832: Krångede (Rv87) – Döviken (Rv87)
- Länsväg Z 833: Föllinge (344) – Vägskälet – S Skärvången (340)
- Länsväg Z 834: Börtnan (535) – V Galåbodarna – Persåsen (575)
- Länsväg Z 837: Edefors (344) – Dammtjärn (777) – Görvik – Västernorrlands läns gräns vid Kängsjön (Y 965)

## 900–999
- Länsväg Z 981: (Nordantjäl –) Västernorrlands läns gräns vid Tjärnnäset (Y 976) – Vängel (987)
- Länsväg Z 982: Sunnansjö (987) – Silsjönäs
- Länsväg Z 983: Groningsbäck (331) – Backe (986, 984)
- Länsväg Z 984: väg genom Backe till Jansjönoret (346 – 983 – 1010 – 990 – 346)
- Länsväg Z 986: Backe (983, 346) – Västernorrlands läns gräns vid Tågsjön (Y 988) (– Omsjö)
- Länsväg Z 987: Täxan (345) – Norrby – Vängel (981) – (982) – Sunnansjö (989) – Backe (984)
- Länsväg Z 989: Österkälen (E45) – Hössjön – Långåsen – Bergsjöåsen – Rudsjö – Svartberget – Sunnansjö (987)
  - Länsväg Z 989.02: i Långåsen
- Länsväg Z 990: Backe (984) – Ö Jansjön (346)
- Länsväg Z 991: väg till Ö Jansjön (346)
- Länsväg Z 992: Flåsjön (E45) – Nagasjötjälen – Näset – Rossön (346). Alternativ beskrivning: Flåsjön (E45) – Hällvattnet – skogsbilväg vid Bosundet – Rossön (346)
- Länsväg Z 993: Rossön (346) – Bölen (995) – Tannån – Hocksjön – Grundsjö (997)
- Länsväg Z 995: Bölen (993) – Bovattnet – Bergsjö
- Länsväg Z 997: Jämmervattnet (E45) – Flyn – Grundsjö (993) – Västerbottens läns gräns vid Orrnäs (AC 923) – (Svanabyn)
- Länsväg Z 998: Hoting (E45) – Tåsjöedet (1002) – Tåsjö (1004) – Skänknäsberget (1005) – Brattbäcken (1005) – Norråker (1002) – Västerbottens läns gräns vid Norråker (AC 1055). Nordligaste delen av Bävervägen.

## 1000–1099
- Länsväg Z 1002: Tåsjöedet (998) – Lövvik (809) – Granön (814) – Rotnäset (1017) – Norråker (998). Alternativ beskrivning: Tåsjöedet (998) – 1 km sydväst om Tåsjöedet (998) – 4,5 km söder om Granön (814) – Granön (814)
- Länsväg Z 1004: Tåsjö (998) – Hallahotberget
- Länsväg Z 1005: Skänknäsberget (998) – Brattbäcken (998) (västra vägen)
- Länsväg Z 1006: Rörström (E45) – Västerbottens läns gräns vid Bellvik (AC 1050 – (Röjningsberget)
- Länsväg Z 1007: Kilvamma (E45) – Vike
- Länsväg Z 1010: Backe (984) – Johannisberg
- Länsväg Z 1015: väg till Björksjönäs (E45)
- Länsväg Z 1017: Rotnäset (1002) – Tjärnmyrberget – Korsselbränna – Norrsjö – Näset
- Länsväg Z 1018: Bräcke (E14) – Ullådalen
- Länsväg Z 1019: Handöl (653) – Storulvån. 2,2 km söder om väg 653 (parkeringsplats) – Storulvån stängd 1 november–31 januari. 1 februari–15 april hålls vägen stängd nattetid, vid oväder även dagtid.
- Länsväg Z 1020: Nilsvallen (E45, Rv84) – Svegs flygplats
- Länsväg Z 1021: väg till Rödöns kyrka (609)
- Länsväg Z 1022: väg till Trångsvikens station (639)
- Länsväg Z 1023: Söre (796) – Klösta – Sotsved (749)
  - Länsväg Z 1023.01: till Lits kyrka
- Länsväg Z 1024: Kroksgård (615) – Dvärsätt (611)
- Länsväg Z 1025: Högfors (E45) – Häggenås (753)